# Eystur
Eystur è un comune delle Isole Fær Øer. Ha una popolazione di 1.562 abitanti, fa parte della regione di Eysturoy sull'isola omonima.
Il comune è stato creato il 1º gennaio 2009 con l'unione dei comuni di Gøtu e Leirvík. Comprende le località di Gøtugjógv, Leirvík, Norðragøta (capoluogo), Syðrugøta e Undir Gøtueiði.
A Leirvík si trova l'entrata del Norðoyatunnilin, tunnel stradale sottomarino che collega Eysturoy a Borðoy.